# Miguel Torres de Andrade
Miguel Torres de Andrade (Curaçá, Bahia, novembro de 1926 – Cajazeiras, Paraíba, 31 de dezembro de 1962) foi um escritor e ator brasileiro de fama internacional. Alguns de seus filmes foram indicados para o Oscar na categoria de filmes internacionais.

## Filmografia
- Os Fuzis (1964)
- Sol Sobre a Lama (1963)
- Os Vencidos (1963)
- Três Cabras de Lampião (1962)
- Os Cafajestes (1962)
- As Pupilas do Senhor Reitor (1961)